# Pečurice
Pečurice (cyr. Печурице) – wieś w Czarnogórze, w gminie Bar. W 2011 roku liczyła 579 mieszkańców.